# Pak Yung-Sun
Pak Yung-Sun, född den 22 augusti 1956 i Norra Pyongan, Nordkorea, död 14 juli 1987, var en nordkoreansk bordtennisspelare.
Vid världsmästerskapen i bordtennis 1977 i Birmingham tog hon VM-brons i damlag och VM-guld i damsingel.
Fyra år senare vid världsmästerskapen i bordtennis 1981 i Novi Sad tog hon VM-brons i damlag.